# Хотел Јадран
Хотел Јадран је архитектонски значајан објекат и споменик културе у Косовској Митровици. Зграда бившег хотела се налази у центру Митровице и чини једну од ретких репрезентативних грађевина у центру града из периода прве половина 20. века.

## Историја
Зграду је 1928. подигао предузетник, Солунац и хуманиста Лазар Жарковић, заједно са братом Ђорђем. У Хотелу Јадран се неколико деценија одигравао већи део културног живота Митровице будући да су у хотелу радили први биоскоп у граду, позориште и концертна дворана.
У међуратном периоду у хотелу су одседали Бранислав Нушић, Ребека Вест, Жанка Стокић и друге знамените личности.
Током Другог светког рата Немци окупирају Хотел. По завршетку рата Јадран прелази из приватног у државно власништво, о чему је Живковић написао:

У време национализације стално сам мислио на једну мисао Максима Горког, а која гласи: ‘Не прави биланс живота. Убићеш се ако то чиниш!’ Да се нисам држао тога, зар се не бих убио, да после двадесет година тешког рада у Америци, учешћа, рањавања и обољевања од шпанске грознице у Првом светском рату и рада који сам уложио оплођујући капитал који сам стекао у Америци, градећи индустрију у Митровици, доживљавам да једним актом државе – национализацијом, останем без игде ичега. Не правећи биланс рекао сам себи: Лазаре, ниси имао ништа и опет немаш ништа. Важно ми је да су ми деца и породица из рата из кога смо изашли остали живи.

Данас је зграда у приватном власништву и у њој се налази неколико ресторана и трговина.

## Рефeренце
1. 1 2 3  KoSSev (2019-03-31). „Hercegovac koji je Mitrovici doneo obećanu zemlju”. KoSSev (на језику: српски). Приступљено 2020-05-15.
2. ↑  „Boulevard of Mitrovica”. Mitrovica Guide (на језику: енглески). Архивирано из оригинала 19. 12. 2019. г. Приступљено 2020-05-15.